# طرح اصلاح پول ملی ایران
طرح اصلاح پول ملی ایران اشاره به طرح حذف صفر و تغییر نام احتمالی واحد پولی ایران دارد. با توجه به تورم بالا در ایران و پائین آمدن ارزش پول ملی قرار بر حذف چند صفر (به پیشنهاد بانک مرکزی، حذف ۴ صفر) از پول ایران شده‌است. همچنین قرار است برای انتخاب نامی برای پول ملی نو از مردم و مجلس نظرخواهی شود. ریال که در سال ۱۳۰۸ به جای تومان، واحد پول رسمی ایران شد در میان مردم ایران کاربردی ندارد و مردم هنوز از تومان به عنوان واحد پولی استفاده می‌کنند.
هیئت دولت ایران در جلسهٔ نهم مرداد ۱۳۹۸ به ریاست حسن روحانی رئیس‌جمهور ایران، لایحهٔ پیشنهادی بانک مرکزی مبنی بر تغییر واحد پول ملی از ریال به تومان و حذف چهار صفر را به تصویب رساند. در پانزدهم اردیبهشت ۱۳۹۹ مجلس شورای اسلامی کلیات لایحهٔ حذف چهار صفر و تبدیل پول ملی ایران از ریال به تومان را تصویب کرد. این لایحه برای اجرایی شدن نیازمند تأیید شورای نگهبان است. اگر شورای نگهبان این لایحه را تصویب کند، پول ملی ایران در «دورهٔ گذار» بتدریج از ریال به تومان تغییر خواهد یافت و قران واحد پول خُرد نو خواهد شد. عبدالناصر همتی، رئیس بانک مرکزی ایران دورهٔ اجرای این طرح را ۲ تا ۵ سال اعلام کرده‌است.
این طرح بی سروصدا و از ماه‌های پایانی سال ۱۴۰۰ آغاز شده است. اسکناس پنج هزار تومانی جدید تقریباً از ماه‌های پایانی سال ۱۴۰۰ وارد بازار شد؛ اسکناس‌های هزار و دو هزار تومانی نیز از تابستان ۱۴۰۱ وارد بازار شدند. در اسکناس‌های جدید، صفرها در قسمت بالا کمرنگ چاپ شده و در قسمت پایین کلا حذف شده‌است. این اسکناس‌ها در زمان عبدالناصر همتی چاپ شدند.
در یکم دی ۱۴۰۳ لایحه یک فوریتی حذف ۴ صفر و تبدیل ریال به تومان به مجلس ارائه شد .

## انتخاب نام برای پول ملی نو
هم‌اکنون نام واحد پول اصلی ایران ریال و واحد پول فرعی تومان است. بانک مرکزی برای انتخاب نام پول ملی جدید از مردم و مجلس نظرخواهی می‌کند.
غلامرضا مصباحی مقدم (رئیس کمیسیون اقتصادی مجلس نهم) گفته‌است: «آنچه در افواه مردم وجود دارد تومان است و عمده بده‌بستان‌های مردم بر اساس تومان صورت می‌گیرد. حتی مسئولان کشور هم در محاسبات و محاورات‌شان کمتر از ریال استفاده می‌کنند؛ بنابراین اگر ما هم از تومان به جای ریال استفاده کنیم به جای سه صفر می‌توان چهار صفر را از پول ملی کشور حذف کرد.» این درحالیست که بسیاری، واژه‌های «تومان» و «ریال» را به دلیل ریشهٔ غیر ایرانی‌شان نمی‌پسندند و به‌جای آن دریک، سیگل، پارسی و ایرانی را پیشنهاد کرده‌اند. در نهایت واحد تومان به عنوان واحد پول رسمی به‌جای ریال برگزیده شد.

## دلایل بانک مرکزی برای اصلاح پول ملی
بانک مرکزی ایران در این باره اعلام کرده‌است: تورم انباشته ۴ دهه اخیر اقتصاد کشور موجب کاهش قدرت خرید واحد پول کشور شده‌است. این واقعیت در کنار محدودیت‌هایی که برای چاپ اسکناس درشت وجود داشت منجر به گسترش قابل توجه حجم اسکناس در جریان گردیده که تبعات آن در زیر آمده‌است:
۱– استفاده از ارقام بزرگ در مبادلات ساده روزمره
1. مشکلات مرتبط در زمینه‌های محاسباتی و حسابداری دفاتر
2. ناامنی در حمل مقادیر زیاد پول حتی برای مبادلات روزمره
3. معطل شدن در صف بانک‌ها و معضلات شمارش حجم بالای اسکناس و سکه
4. تغییر واحد پول کشور از ریال به تومان به دلیل بزرگ شدن ارقام پولی
5. اجبار در استفاده از ایران‌چک با توجه به مشکلات حقوقی ناظر بر آن
6. هزینه بالای چاپ و امحای اسکناس‌های درجریان با توجه به حجم انبوه اسکناس
7. بالا بودن استهلاک اسکناس به دلیل نگهداری آن در حجم زیاد[۱]

## مشکلات واحد پولی ریال
با وجود کنار گذاشتن رسمی تومان در سال ۱۳۰۸ (زمان رضاشاه پهلوی) و جایگزینی واحد پولی اسپانیایی ریال به جای آن، مردم واحد پولی فرنگی و نامأنوس ریال را به کار نگرفتند و ۱۰ ریال را برابر ۱ تومان گرفتند. با وجود گذشت سالیان بسیار هنوز واحد ریال بین مردم ایران جا نیفتاده است و واحد تومان کاربرد دارد.
استفاده مردم ایران از واحد پولی تومان به جای ۱۰ ریال باعث سردرگمی و مشکلاتی شده‌است. چون پول رسمی بر اساس ریال است و مردم در ذهن‌شان فقط تومان را به کار می‌گیرند مجبورند هر گاه که قیمتی را به ریال می‌شنوند آن را به تومان تبدیل کنند و این موضوع یک تلاش ذهنی بی‌فایده را بر ایرانیان تحمیل می‌کند که گاهی با خطا همراه می‌شود. در بسیاری از مواقع نیز مشخص نیست که قیمت درج شده به تومان است یا ریال. چنین وضعیتی که دو واحد پولی متفاوت به این شکل (یکی رسمی و دیگری در میان مردم) وجود داشته باشد تنها در ایران حکم فرماست. این موضوع برای گردشگران خارجی در ایران نیز باعث مشکل می‌شود.

## ضرورت اصلاح
از اواخر دههٔ ۱۳۸۰ به دلیل تورم بالا و پایین آمدن ارزش پولی ایران قرار بر حذف صفر از پول ایران شده‌است. علاوه بر این، به دلیل اینکه واحد پولی ریال ریشهٔ اسپانیایی دارد و دارای سابقهٍ تاریخی در ایران نیست و مهمتر از همه در میان مردم مقبولیت نیافته‌است قرار شده‌است واحد پولی جدید به جای آن برگزیده شود؛ و با اینکه در سال ۱۳۰۸ ریال واحد پولی رسمی ایران شد ولی هنوز تومان در میان مردم رواج دارد و ریال کاربردی میان مردم ندارد. قرار است در این‌باره از مردم نظرخواهی شود و احتمال برگزاری همه‌پرسی نیز وجود دارد.
اگرچه واحد پولی ایران، ریال است، اما مردم معاملات خود را برپایهٔ تومان انجام می‌دهند. بسیاری از آنها در نوشتن یا خواندن صفرها در عملیات بانکی (تبدیل تومان به ریال) یا هنگام خواندن گزارش‌های اقتصادی در رسانه‌ها دچار مشکل می‌شوند. امروزه واحد پول ریال نسبت به تومان در زندگی مردم نقش چندانی ندارد و از سوی دیگر، داد و ستد روزانه مردم بیشتر با تومان انجام می‌شود و ارتباط قیمت‌ها با ریال برای جامعه قابل لمس نمی‌باشد.

## نظرسنجی برای اصلاح پول ملی
بانک مرکزی ایران برای اصلاح پول ملی، اقدام به نظرسنجی اینترنتی کرده‌است تا نظر مردم را نیز در اینباره بداند.
بدین منظور بانک مرکزی جمهوری اسلامی ایران سایتی را برای نظرسنجی در مورد نام واحد پول جدید و حذف صفر از واحد پول راه‌اندازی کرد.
«بانک مرکزی جمهوری اسلامی ایران هدف عمده از درج نظرسنجی یادشده در پایگاه مزبور، تشویق هموطنان به داشتن ارتباط مستمر با بانک مرکزی و پیدایش نوعی تعامل فی‌مابین بانک مرکزی و مردم اعلام کرد. به همین خاطر این امکان در اختیار کاربران قرار گرفت تا در فرصت‌های آتی هم بتوانند مستمراً نتایج نظرسنجی را دنبال نمایند.
این پایگاه حدوداً تا دو سال بعد از اجرای طرح اصلاح واحد پول و رواج سکه و اسکناس جدید با مردم همراه خواهد بود و اطلاعات لازم را در اختیار قرار خواهد داد. فعالیت «فرم» نظرسنجی فعلی نیز تا زمانی که میزان مشارکت به سطح مطلوبی برسد تداوم خواهد یافت.

از ابتدای امر بانک مرکزی در بالای فرم نظرسنجی اعلام کرد که «نتایج این نظرسنجی از نظر مبانی آماری قابل تعمیم به کل جامعه نمی‌باشد.» دلیل این امر آن است که نظرسنجی اینترنتی از پراکندگی نمونه آماری علمی برخوردار نیست و لذا تأکید شده‌است که نتایج حاصله قابل تعمیم به کل جامعه نمی‌باشد.
از ابتدای راه‌اندازی پایگاه اطلاع‌رسانی، بانک مرکزی جمهوری اسلامی ایران نظر سنجی‌های تخصصی موازی در قالب طرح‌های آماری را شروع کرد که به صورت میدانی از قشرها گوناگون جامعه انجام شد و از پراکندگی نمونه‌ای علمی نیز برخوردار بود. جمع‌بندی «نظرسنجی‌ها» یکی از معیارهایی بود که در تعیین نام واحد اصلی و فرعی پول ملی ملاک تصمیم‌گیری بود. اما سایر ابعاد کارشناسی و ملاحظات فرهنگی، تاریخی، آواشناسی، قومیتی و ارزشی نیز قطعاً باید مورد توجه باشد. برآیند همگی این ابعاد، مشخص خواهد کرد که نام واحدهای اصلی و فرعی پول ملی چه خواهد بود.

تصریح به واژه «پارسی» به عنوان یکی از گزینه‌ها برای نام‌گذاری پول ملی، الزاماً به مفهوم آن نیست که این واژه برای نام‌گذاری مورد استفاده قرار گیرد. بلکه دلیل تصریح به این واژه و سایر واژه‌ها، پیشنهادها و نقطه نظرات عدیده و مکتوبی است که طی ماه‌های گذشته به بانک مرکزی واصل شده‌است. قاعدتاً عدم ذکر واژه «پارسی»، در میان گزینه‌ها بانک مرکزی را در معرض این پرسش قرار می‌داد که چرا علی‌رغم پیشنهادها متعدد ارایه‌شده و انتظار منعکس شده در جامعه، از ذکر آن خودداری کرده‌است.

شرکت کنندگان در نظر سنجی‌ها آزاد هستند که جدا از واژه‌های تصریح شده، عبارت دیگری را برای نام پول ملی پیشنهاد کنند.
در پایان مجدداً تأکید می‌شود نتایج نظرسنجی‌ها یکی از معیارهای چندگانه تصمیم‌گیری برای نام پول ملی است.»

## اصلاح پول ملی در رسانه‌ها
1. تعیین نام جدید واحد پول ملی با راه‌اندازی سایت نظرسنجی، روزنامه وطن امروز، یکشنبه، نوزدهم تیر ماه سال یکهزار و سیصد و نود
2. حذف صفر از پول ملی آغازگر اصلاحات اساسی در اقتصاد کشور خواهد بود؟
3. ۹ تذکر بانک مرکزی پیرامون "اصلاح پول ملی، مرکز خبری بانک و بیمه بایگانی‌شده  در ۲۴ ژوئیه ۲۰۱۱ توسط Wayback Machine
4. پیش‌نیازهای تغییر واحد پول ملی، همشهری آنلاین، دیدگاه، نوشته علیرضا ترکمان
5. از توقف یارانه‌ها تا حذف صفر از پول ملی، همشهری آنلاین، دیدگاه، علیرضا سلطانی
6. حذف صفرها؛ اعتراف ۷ گانه دولت، علی حق، مرکز خبری بانک و بیمه(بیما) بایگانی‌شده  در ۲۲ ژوئیه ۲۰۱۱ توسط Wayback Machine
7. بانک مرکزی و عوض کردن لباس، محمد عباسی، مرکز خبری بانک و بیمه(بیما) بایگانی‌شده  در ۵ اکتبر ۲۰۱۱ توسط Wayback Machine
8. غیرممکن‌های حذف صفرهای ریال، عباس شاکری، مرکز خبری بانک و بیمه (بیما) بایگانی‌شده  در ۱۲ اکتبر ۲۰۱۱ توسط Wayback Machine
9. اصلاح واحد پول ملی، چرا و چگونه،  حسین قضاوی، شبکه اطلاع‌رسانی بانک و بیمه (بینا)